# Thiara rodericensis
Thiara rodericensis is een slakkensoort uit de familie van de Thiaridae. De wetenschappelijke naam van de soort is voor het eerst geldig gepubliceerd in 1876 door Smith.